# Jos Klingen
Josephus Johannes Marie (Jos) Klingen (Roermond, 24 mei 1947) is een Nederlandse voormalig voetballer.

## Loopbaan
Hij begon zijn profloopbaan in 1967 bij Sittardia. Na de fusie met Fortuna '54 ging hij over naar de nieuwe profclub Fortuna SC die in het eerste jaar betaald voetbal meteen degradeerde naar de eerste divisie.
Klingen maakte via het Belgische STVV Sint-Truiden daarna de overstap naar eredivisionist MVV. Hij was vier jaar in dienst van de Maastrichtse club, maar kwam in zijn laatste seizoen nauwelijks aan spelen toe. Hierna volgde wederom een kort uitstapje naar Sint-Truiden. 
In 1975 werd de verdediger aangetrokken door de ambitieuze eerstedivisionist FC VVV. Daar maakte hij in zijn eerste seizoen promotie naar de eredivisie mee. Geplaagd door blessureleed (eerst een lies-, later een achillespeesblessure kwam hij niet veel aan spelen toe bij de Venlose club. 
In het seizoen 1977-78 kwam de blessuregevoelige speler zelfs helemaal niet meer in actie. Hij werd medisch afgekeurd en moest een punt zetten achter zijn spelerscarrière.
Klingen is in de voetbalwereld actief gebleven, o.a. als technisch manager van Topklasser E.V.V. uit Echt, scout en coördinator van het samenwerkingsverband met de amateurclubs uit de regio bij VVV. Nadien was hij als technisch adviseur verbonden aan de jeugdopleiding van Fortuna Sittard.

## Clubstatistieken
| Seizoen | Club              | Land      | Competitie     | Duels | Goals |
| ------- | ----------------- | --------- | -------------- | ----- | ----- |
| 1967/68 | Sittardia         | Nederland | Eredivisie     | 21    | 0     |
| 1968/69 | Fortuna SC        | Nederland | Eredivisie     | 26    | 0     |
| 1969/70 | STVV Sint-Truiden | België    | Eerste klasse  | 21    | 0     |
| 1970/71 | MVV               | Nederland | Eredivisie     | 6     | 0     |
| 1971/72 | MVV               | Nederland | Eredivisie     | 27    | 0     |
| 1972/73 | MVV               | Nederland | Eredivisie     | 30    | 0     |
| 1973/74 | MVV               | Nederland | Eredivisie     | 1     | 0     |
| 1974/75 | STVV Sint-Truiden | België    | Tweede klasse  | -     | -     |
| 1975/76 | FC VVV            | Nederland | Eerste divisie | 14    | 0     |
| 1976/77 | FC VVV            | Nederland | Eredivisie     | 3     | 0     |
| 1977/78 | FC VVV            | Nederland | Eredivisie     | 0     | 0     |